# Långstjärtad lövtyrann
Långstjärtad lövtyrann (Phylloscartes oustaleti) är en fågel i familjen tyranner inom ordningen tättingar.

## Utseende och läte
Långstjärtad lövtyrann är en liten tyrann med en lång och slank stjört som vanligen hålls rest. Fjäderdräkten är mestadels olivgrön bortsett från gult på strupe och buk samt på huvudet i ett ögonbrynsstreck, i en ring runt ögat och i en fläck på kinden. Karakteristiskt är en tydlig svart fläck bakom ögat. Sången består av en gnisslig och nasal serie med "ku-dut".

## Utbredning och systematik
Fågeln förekommer enbart i sydöstra Brasilien (Espírito Santo till östra Santa Catarina). Den behandlas som monotypisk, det vill säga att den inte delas in i några underarter.

### Familjetillhörighet
Arten placeras traditionellt i familjen tyranner. DNA-studier visar dock att Tyrannidae består av fem klader som skildes åt redan under oligocen, pekar på att de skildes åt redan under oligocen, varför vissa auktoriteter behandlar dem som egna familjer. Långstjärtad lövtyrann med släktingar placeras då i Pipromorphidae.

## Levnadssätt
Långstjärtad tyrann hittas inne i fuktiga skogar på mellan 500 och 900 meters höjd. Där ses den i kringvandrande artblandade flockar.

## Status och hot
Arten har ett stort utbredningsområde, men tros minska i antal, dock inte tillräckligt kraftigt för att den ska betraktas som hotad. Internationella naturvårdsunionen IUCN listar arten som livskraftig (LC).

## Namn
Fågeln är i sitt vetenskapliga namn uppkallad efter den franska zoologen Émile Oustalet.